# Wohn- und Wirtschaftsgebäude Meyenburger Damm 15

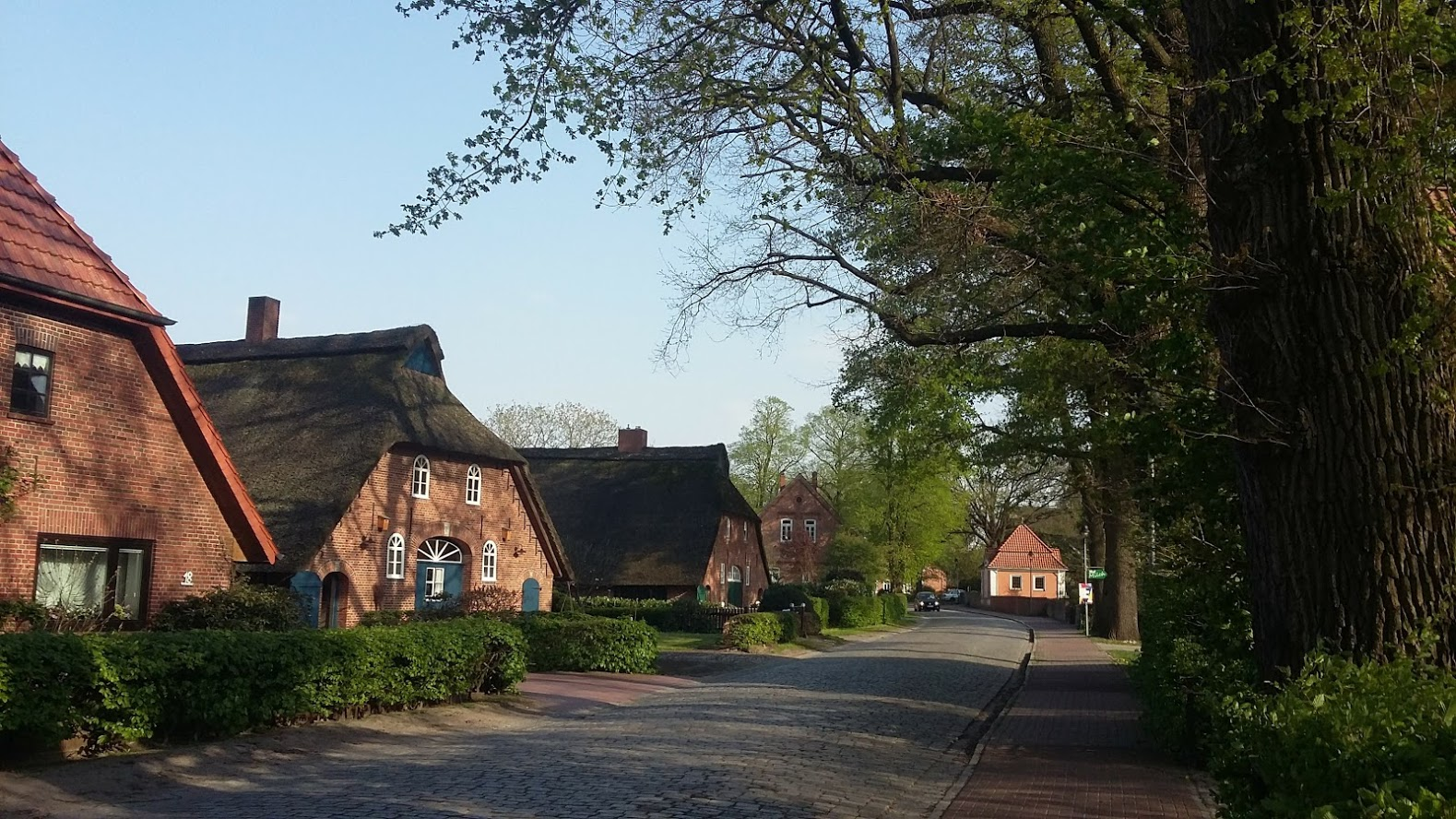
Nr. 15: Drittes Haus von links

Das Wohn- und Wirtschaftsgebäude Meyenburger Damm 15 in der niedersächsischen Gemeinde Schwanewede, Ortsteil Meyenburg, wurde 1867 errichtet. Aktuell (2025) wird es zum Wohnen genutzt.
Das Gebäude steht wie der Ortskern unter Denkmalschutz (siehe auch Liste der Baudenkmale in Schwanewede).

## Geschichte und Beschreibung
In einer Urkunde von 1309 werden die Rechte an eine von der Bürgerschaft der Stadt Bremen gemeinsam mit den Grafen von Stotel, Delmenhorst und Oldenburg und einigen Adelsfamilien der Region erbauten Burg festgelegt. Der älteste Siedlungsbereich zwischen der Burg und dem Geestrand besteht aus dem Meyenburger Damm mit ortstypischem Querschnitt und Kopfsteinpflaster sowie seitlicher Begrenzung durch die Laubbäume der Höfe sowie Hecken und wenige Einfriedungen sowie den giebelständig stehenden, großen Wohn- und Wirtschaftsgebäuden und Hofanlagen, zumeist in Backstein (Nr. 1, 3, 4, 7, 8, 14 bis 16, 20, 27) sowie Kirche St. Luciae, Pfarrhaus, Friedhof, Schule und Gasthaus.
Das eingeschossige giebelständige Wohn- und Wirtschaftsgebäude in Fachwerk mit Steinausfachungen, mit reetgedecktem Krüppelwalmdach mit Gauben, Uhlenloch und heute verglaster Grooter Door mit Korbbogen, stammt von 1867 (Inschrift) und wurde 1990 saniert und zum Wohnhaus umgebaut. Zwei weitere auch giebelständige Gebäude sind nicht denkmalgeschützt.